# Седанка (река, впадает в Японское море)
Седа́нка — река на юге Приморского края, протекает по территории полуострова Муравьёва-Амурского, является одной из малых рек Владивостока.
Образуется слиянием речек Большая и Малая Седанка (Большая и Малая Пионерская), берущих начало на склонах горы Острая Центрального хребта, течёт в западном направлении и впадает в Амурский залив в нескольких сотнях метров от платформы электропоезда Седанка.
В низовье реки причиной паводка часто является спуск избытка воды с водохранилища. Так, 7 августа 2001 года из-за опасности переполнения водохранилища был выполнен залповый сброс воды, приведший к затоплению низменных районов Седанки. В результате был разрушен железнодорожный мост, построенный в 1899 году, затоплено множество частных домов и приусадебных участков, погибло 6 человек.